# Lex Aternia Tarpeia
Droit romain et lois romaines
Lex Icilia
(456 av. J.-C.) Loi des XII Tables
(451 à 449 av. J.-C.)
Les lex Aternia Tarpeia et lex Menenia Sestia sont deux lois votées entre 454 et 452 av. J.-C. qui concernent les conditions de condamnation d'un magistrat régulier à une amende (multa), les modalités de son acquittement et qui fixent une échelle des prix selon laquelle l'amende est évaluée.

## Contexte

### Procès de Titus Romilius et Caius Veturius
En 454 av. J.-C., les consuls sortants Titus Romilius et Caius Veturius sont poursuivis en justice pour une question financière,. En effet, les élus plébéiens leur reprochent de ne pas avoir partagé une part du butin (praeda) amassé après la campagne victorieuse menée contre les Èques dans les environs de Tusculum. Les consuls ont préféré vendre l'intégralité du butin et reverser les dividendes au trésor public quasiment épuisé. Les plébéiens, qui doivent considérer le partage du butin comme un dû, font condamner les consuls à de lourdes amendes, d'une valeur équivalente à 15 000 as pour Caius Veturius et à 10 000 as pour Titus Romilius,.

### Le problème de lamulta
Ces amendes (multae), versées au trésor public, posent plusieurs problèmes pratiques dont les solutions vont être apportées par la remise en vigueur et l'adaptation d'anciennes lois. Il s'agit de définir les raisons pour lesquelles il est possible de condamner un magistrat régulier à une amende et les conditions pour l'acquitter. Il faut également fixer une règle d'équivalence entre la valeur des lingots de bronze et le montant en têtes de bétail utilisé pour l'amende. En effet, depuis la chute de la Monarchie, les Romains n'utilisent plus de monnaie et les terres et le bétail sont devenus des valeurs d'échange fixes,.

## Lois sur l'estimation des amendes

### Lex Aternia Tarpeia
C'est vraisemblablement pour résoudre ce problème qu'ont été nommés Aulus Aternius et Spurius Tarpeius. Signalés comme consuls par les auteurs antiques et sur les Fastes, il se pourrait qu'il s'agisse en fait de membres d'une commission spéciale de duumviri ou de iudices chargés d'appliquer la règle d'estimation des amendes. Les noms donnés, Aternius et Tarpeius, sont peu usités et semble renvoyer à des familles plébéiennes. L'élection de deux magistrats plébéiens dans le contexte politique du milieu du Ve siècle av. J.-C. paraît peu vraisemblable. Ces deux noms pourraient en fait se rapporter non pas aux magistrats qui demeurent inconnus, mais à d'anciennes lois qui auraient été remises en vigueur à cette occasion. La commission spéciale aurait alors été baptisée legibus Tarpeis Aterniis scribendis.
La promulgation de cette loi n’est rapportée ni par Tite-Live ni par Denys d'Halicarnasse, mais elle est évoquée sous le nom de lex Tarpeia ou lex Aternia (rarement les deux noms accolés) par Cicéron et commentée par Aulu-Gelle. D'après ce dernier, à l'époque, les amendes sont réglées en têtes de bétail (pecunia), avec un montant maximum (multa suprema) de deux ovins et de trente bovins par jour, et un minimum d'un ovin. Selon l'auteur antique, la qualité des bêtes n’étant pas homogène, cela crée des inégalités lors des versements des amendes. La nouvelle loi aurait alors eu pour objectif de corriger ce défaut en définissant un barème d'équivalence, de dix as pour un ovin et de cent as pour un bovin.

### Lex Menenia Sestia
La lex Menenia Sestia serait une deuxième loi portant sur l'estimation des amendes, votée sous le consulat de Titus Menenius et de Publius Sestius. Néanmoins, il est peu probable que deux lois, au contenu si proche, aient été promulguées à deux années d'intervalle. Il pourrait s'agir d'un doublet, les deux lois n'en représentant en fait qu'une seule, ou bien la lex Menenia Sestia est bien une loi distincte, mais qui viendrait consacrer la lex Aternia Tarpeia rédigée en 454 av. J.-C.